# Wilbur Scoville
Wilbur Lincoln Scoville (22 de enero de 1865-10 de marzo de 1942) fue un farmacéutico y farmacólogo estadounidense, especialmente conocido por la escala Scoville de reconocimiento organoléptico. Desarrolló la escala a base de pruebas, mientras trabajaba en la farmacéutica Parke-Davis para determinar qué tan picante era un pimiento o guindilla.[cita requerida]
En 1922, Scoville ganó el premio Ebert de la American Pharmaceutical Association, y en 1929 recibió la medalla de honor Remington. Scoville también recibió el doctorado por la Universidad de Columbia.[cita requerida]
Scoville escribió The Art of Compounding, que se publicó por primera vez en 1895 y se editó ocho veces. El libro se usó como referencia farmacológica hasta la década de 1960. Scoville también escribió Extract and Perfumes, con cientos de fórmulas de perfumes y esencias.[cita requerida]
Wilbur Scoville desarrolló en 1912 una escala de picantes. Realizó las primeras pruebas en la conocida farmacéutica Parke, en la que por aquel entonces trabajaba, e ideó, con base en ellas, un protocolo para medir el grado de picor de cada alimento. El resultado fue el Examen Organoléptico Scoville, que alerta, a través de las llamadas unidades Scoville, de cuánto escuecen las guindillas, los chiles, la cayena y hasta los pimientos. El número de unidades SHU -del inglés Scoville Heat Units- indica la cantidad de capsaicina presente en determinados frutos, un compuesto químico que irrita y produce una fuerte sensación de ardor en la boca de los mamíferos.[cita requerida]

## Honores
- 1929: doctor honoris causa en ciencias de la Universidad de Columbia.[cita requerida]

### Premios de la APhA (American Public Health Association)
- 1922 - The Ebert Prize, dado por "...reconocimiento a los autores del mejor reporte original e investigación sobre una substancia medicinal..."
- 1929 - Remington Honor Medal, el lauro más destacado de la APhA.[cita requerida]

## Método Wilbur Scoville
El método de Wilbur Scoville fija el «0», la unidad más baja, para los pimientos dulces y el 16.000.000, la más alta, para la capsaicina pura. Los chiles más picantes, como el chile habanero, rondan las 300.000 y la cayena, que resulta casi insoportable para el paladar -solo los mamíferos sufren la capsaicina; las aves, por ejemplo, no sienten el picante-, tiene, como mucho, 50.000 unidades Scoville. 
El pimiento, si pica, puede llegar como mucho a los 500 en la gama de Wilbur Scoville. Porque los pimientos, como los de Padrón, pueden picar o no. Este es uno de los puntos débiles del test del químico estadounidense, la imprecisión que responde a la variaciones entre especie y especie e, incluso, tal y como sucede en el tipo gallego, a las diferencias dentro de la misma en función del cultivo, del clima o del terreno. Es la excepción que confirma la regla, el hecho de que haya unos pimientos que sí piquen y otros que no, que no todos contengan la misma proporción de capsaicina.

## Inexactitud del Método Wilbur Scoville
La segunda pega que el tiempo ha acabado poniéndole a la escala de Wilbur Scoville, a la que recurren actualmente alimentos como salsas picantes para avisar de su intensidad, es su subjetividad. El método del químico se basa en una prueba efectuada por cinco personas. Este jurado cata un extracto de chile diluido en agua azucarada. Lo hace tantas veces como sea necesario hasta que el picante desaparece.
En función de las repeticiones del ensayo (cuantas más veces tenga que ser rebajado el pimiento para reducir a cero su picor) más unidades Scoville poseerá. Que un tipo de chile tenga 1.500 SHU significa que ha tenido que ser diluido en 1500 ocasiones para hacer desaparecer su ardor.  ¿Y quién dictaminó que ya no quedaban restos de picante? Esos cinco expertos. Tres de cada cinco ocasiones tuvieron que ponerse de acuerdo para dictar sentencia en el test de Wilbur Scoville. Todo dependió de sus respectivas tolerancias. Está científicamente demostrado que el sentido del gusto es subjetivo. Que el componente activo que hace que nos escueza la lengua afecta más a unas personas que a otras.
Como alternativa al examen de Wilbur Scoville, se utilizan hoy en día procedimientos cuantitativos más precisos. Es el caso del método Gillet, conocido también como HPLC (High-performance liquid chromatography), que prescinde de la sensibilidad humana y recurre a la objetividad de una máquina. Determina químicamente la presencia de la capsaicina. Las unidades de este método, denominadas ASTA, pueden convertirse posteriormente en unidades Scoville -una unidad ASTA es corresponde a 15 unidades Scoville-, equivalencias también aproximadas. Si la capsaicina se toma pura y de forma directa provoca la muerte por paro respiratorio[cita requerida].

## Los pimientos más picantes
En el año 2007, el Naga Jolokia, con 1.040.020 unidades en la escala de Wilbur Scoville, fue declarado el chile más picante del mundo. Tres años más tarde, el Naga Viper, con (1.359.000 SHU's), le quitó el puesto. Poco después,se lo llevó el Trinidad Scorpion Butch T (1.463.700 SHU's). En 2011, se llevó el premio el Carolina Reaper con 2.200.000 SHU's. En 2017, el Dragon's Breath (2.280.000 SHU's). En 2018, el Death Strain (3.000.000). Hoy, el más abrasador de todos es el Pepper X (3.180.000 SHU's).[cita requerida]